# The Sins Ye Do
The Sins Ye Do er en britisk stumfilm fra 1924 instrueret af Fred LeRoy Granville.

## Medvirkende
- Joan Lockton som Lady Athol / Nadine
- Henry Victor som Ronald Hillier
- Eileen Dennes som Lady Eslin
- May Hanbury som Muriel Allendale
- Jameson Thomas som Barrington
- Jerrold Robertshaw som Sir Philip Athol
- Eric Bransby Williams som Neville Fane
- Leslie Attwood som Nadine
- Edward O'Neill som Hillier